# Agente espumante

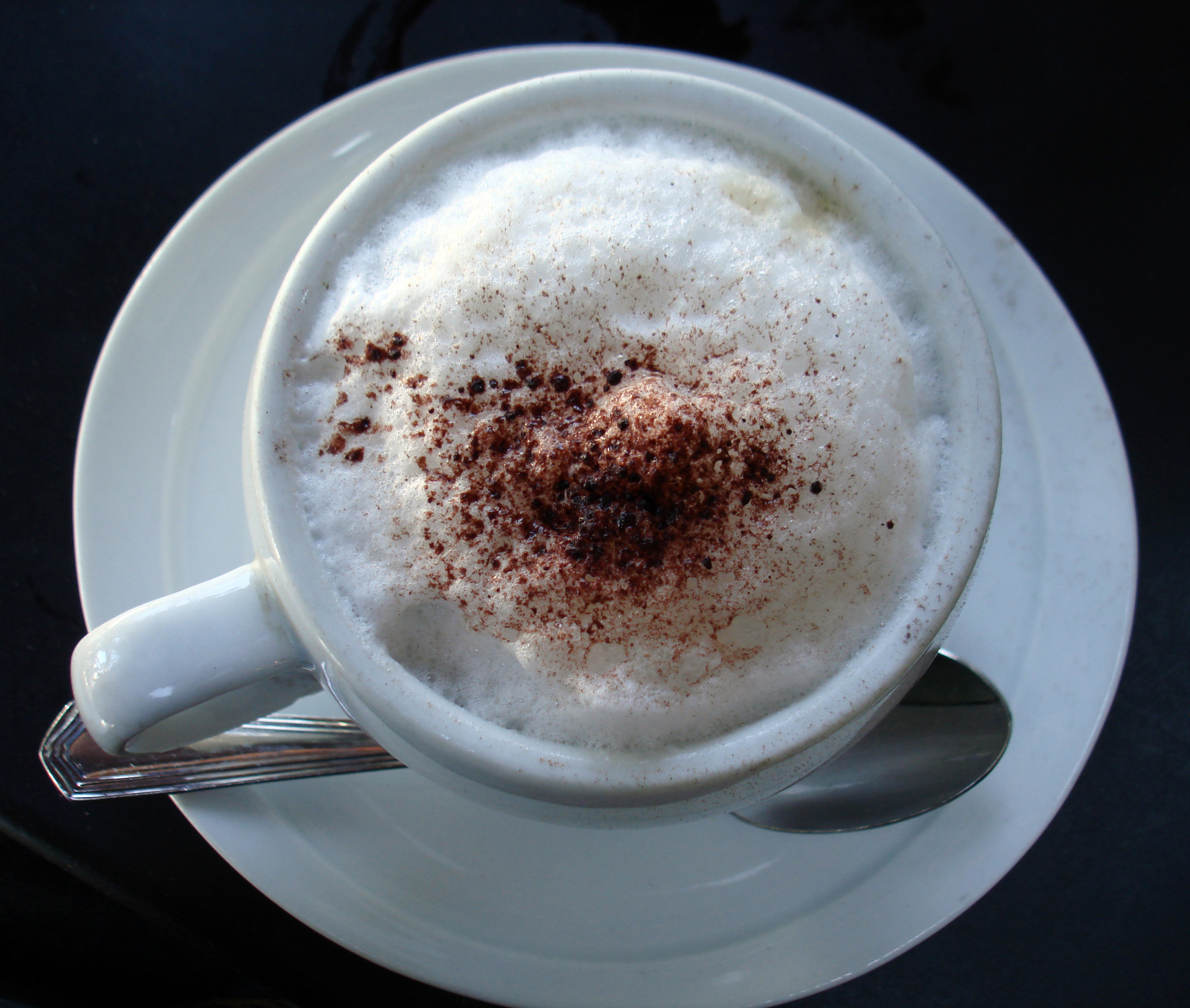
A veces el empleo de agentes espumantes en la industria alimenticia tiene por objeto atraer la atención de los potenciales usuarios, haciendo más atrayente un producto.

Un agente espumante es una sustancia química con propiedades surfactantes (tensoactivo) que cuando se encuentra presente en pequeñas dosis en una disolución facilita la generación de espuma. En el mundo de la industria alimentaria suelen ser substancias con un código E que va desde el 990 hasta el 999 que se emplean como aditivos. O incluso mejoran las propiedades de estabilidad de los coloides inhibiendo la coalescencia de las burbujas. Aquella substancia que posea propiedades contrarias, es decir que capaz de eliminar la espuma, se denomina agente antiespumante. La espuma se suele producir durante los procesos de mezclado de líquidos. Existe un segundo grupo de agentes espumentes que consisten en compuestos químicos que, mediante reacción química o descomposición, aportan un gas que se absorbe por el medio reactante generando espuma. Este tipo de agentes se emplea, por ejemplo, en la industria metalúrgica generando espumas metálicas. 

## Espumantes
En la industria de detergentes se encuentra a menudo el lauril éter sulfato sódico bajo la abreviatura SLES muy empleado en la elaboración de jabones, cremas de afeitar, pasta dentífrica y champú. Algunas evidencias muestran que el SLES puede causar irritación en la piel. De la misma forma el lauril sulfato de sodio (abreviado SLS) que es un agente surfactante aniónico empleado en una variedad de formulaciones. A pesar de todo posee algunas propiedades irritantes para la piel. El lauril sulfato amónico (abreviado como ALS) que es empleado como detergente sustituyente del SLES poseyendo una muy buena solubilidad en agua fría, además de poseer una buena compatibilidad con la piel. Otros agentes espumantes clásicos son mezclas de glicerina y agua que se emplean en la fabricación de refrescos, de la misma forma en cocina se emplea de forma clásica las claras de huevo. También el ácido bórico se usa como espumanteen la industria de la cerámica y la celulosa
Desde el punto de vista químico, uno de los espumantes más reconocidos desde antiguo, son las levaduras que fermentan en presencia de agua produciendo dióxido de carbono (CO2) que acaba produciendo las burbujas y textura esponjosa final. Otro agente espumante corriente es bicarbonato sódico que al ser calentado produce dióxido de carbono y vapor de agua. De la misma forma sulfato magnésico heptahidratado (epsomita o MgSO4·7H2O) que a los 70ªC libera su molécula de agua en forma de vapor. Se emplea a altas temperaturas como agente espumante el Hidruro de titanio (TiH2).